# Klikuszowa
Klikuszowa – wieś w Polsce położona w województwie małopolskim, w powiecie nowotarskim, w gminie Nowy Targ.
Wieś królewska Klukoszowa, położona w drugiej połowie XVI wieku w powiecie sądeckim województwa krakowskiego, należała do tenuty nowotarskiej. W latach 1954–1972 wieś należała i była siedzibą władz gromady Klikuszowa. W latach 1975–1998 miejscowość administracyjnie należała do województwa nowosądeckiego.

## Położenie geograficzne
Przez miejscowość przechodzi łącząca Kraków z Zakopanem droga krajowa nr 47, będąca częścią Zakopianki. Miejscowość ta jest położona u podnóża Turbacza, najwyższego szczytu pasma Gorców.

## Opis miejscowości
Liczba mieszkańców wynosi ok. 1400 osób. Na terenie miejscowości znajduje się kopalnia odkrywkowa surowców drogowych. Parafia rzymskokatolicka w Klikuszowej pod wezwaniem św. Marcina powstała w 1343 roku. Jej obszar został wydzielony z parafii w Nowym Targu. Od 1786 roku istnieją i są przechowywane księgi parafialne. Obecnie parafia obejmuje zasięgiem Klikuszową i kilka sąsiednich wsi (Lasek, Obidowa, Trute, Morawczyna). Kościół parafialny wybudowano w latach 1878–1889.

## Historia
Powstanie wsi datuje się przed rokiem 1350, kiedy to po raz pierwszy wzmiankowano ją w wykazach świętopietrza. W 1389 roku osada została przeniesiona przez króla Władysława Jagiełłę na prawo magdeburskie. Lokacja na 60 łanach powierzona została Henrykowi z Klikuszowej, który otrzymał sołectwo z 4 łanami, prawo do karczmy, młyna, kramu szewskiego i jatki rzeźniczej oraz prawo do 1/6 opłat czynszów i 1/3 z kar. Sołectwo przez trzy stulecia dzierżyli przedstawiciele rodu zasadźcy Henryka, wzmiankowani pod nazwiskami Klikuszowscy, Czerwińscy lub Miętusowie.  
W XVI wieku wieś zamieszkiwało kilkadziesiąt osób. W  1564 r. wzmiankowanych jest 33 kmieci osiadłych, z których 21 płaci czynsz, „jako który wiele wykopał” oraz 12 kmieci nowych osiadających na surowym korzeniu korzysta z wolnizny. W owym roku wyliczono stado owiec na 920 sztuk. 
W 1624 roku dzierżawę nad nowotarszczyzną przejął Mikołaj Komorowski, przeciw któremu w 1630 roku górale wraz z jednym z przywódców, klikuszowianinem Piotrem Czerwińskim, podnieśli bunt.  
W 1750 roku Czerwińscy utracili sołectwo na rzecz krakowskiej rodziny Soldadinich. W 1770 roku po zajęciu przez Austrię starostwa nowotarskiego w Klikuszowej wyznaczono przejście graniczne polsko-węgierskie.  
W 1819 roku Klikuszową i kilka innych wsi zakupił Sebastian Stadnicki. Później jako właściciele notowani byli Leon Stadnicki, Konrad Fihauser i Józef Silberschütz, który po 1880 roku stopniowo wyprzedał dobra klikuszowskie okolicznym chłopom. Dwie wielkie powodzie – w 1893 i 1907 roku przyniosły wielkie zniszczenia we wsi.  
W dwudziestoleciu międzywojennym w osadzie działały aż trzy sklepy, tartak, Spółka Oszczędności i Pożyczek, a od 1923 roku Ochotnicza Straż Pożarna. 
Podczas drugiej wojny światowej wielu mieszkańców brało udział w konspiracji. Na terenie wsi niemieckie władze okupacyjne przeprowadziły kilka egzekucji. 13 września 1939 rozstrzelano m.in. mieszkańców Szaflar: Stanisława Łukaszczyka ps. "Maćków", Józefa Waksmundzkiego ps. "Buławski" za rzekome posiadanie broni. 
W okresie PRL, w 1959 roku przeprowadzono elektryfikację miejscowości. 
Od lat 60. XX wieku w Klikuszowej działa kamieniołom, w którym wydobywany jest piaskowiec magurski. Obecnie kamieniołom należy do Kopalni Odkrywkowej Surowców Drogowych w Rudawie (własność francuskiej spółki Lafarge Kruszywa). 
Z historią wsi ściśle związana jest historia kościoła pod wezwaniem św. Marcina., kótry w XVI w., najprawdopodobniej między 1526 a 1539 rokiem stał się kościołem filialnym parafii św. Katarzyny w Nowym Targu.  W 1727 roku powódź zniszczyła konstrukcję klikuszowskiej świątyni. W 1753 roku przedstawiciel dawnej rodziny sołtysiej ufundował w Klikuszowej nowy kościół, a w 1766 roku we wsi utworzono ekspozyturę nowotarskiej parafii św. Katarzyny. W okresie od 1878 do 1889 roku wybudowano nowy, murowany kościół.

## Ludzie urodzeni w Klikuszowej
- Ks. Władysław Czencz SJ (ur. 1850, zm. 1922 w Wilnie) - ksiądz, działacz związkowy i publicysta, pseudonimem „Bartłomiej Kropidło", powołał do życia chrześcijańska spółkę handlową W Nowym Sączu, a w 1914 r. w Krakowie Stowarzyszenie Pomocnic Handlowych[11].
- Gustaw Fihauser-Mieczowski (ur. 1874, zm. 1938 w Chorzowie) – jezuita, autor polskiego tekstu pieśni „My chcemy Boga”. Dziennikarz, pisarz, nauczyciel Gimnazjum Klasycznego w Królewskiej Hucie (obecnie Chorzów)
- Jan Kuroś (ur. 1897, zginął w 1923 r. w wypadku pod Będzinem) - lotnik służący w armii austro-węgierskiej, a później w lotnictwie polskim w stopniu por. pil. w 14-tej Eskadrze Wywiadowczej[12]
- Władysław Rożen (1896–1919) – oficer piechoty Wojska Polskiego, działacz niepodległościowy, kawaler Orderu Virtuti Militari